# 단바웃

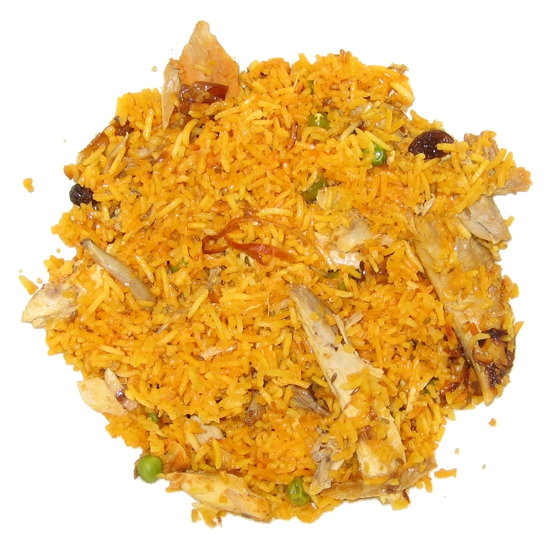
단바웃

단바웃(버마어: ဒံပေါက်)은 미얀마의 쌀 요리이다. 무굴 또는 하이데라바드 요리 전통 비리아니에서 영향을 받았으며, 미얀마 비리아니(Burmese biryani)라 불리기도 한다. 비리아니와 똑같이 인디카쌀과 커리 방식으로 조리한 고기(보통 닭고기 또는 양고기), 사프란, 강황, 카다멈, 계피, 팔각, 가람 마살라 등 향신료가 들어간다. 그러나 미얀마의 단바웃은 콩류와 당근 같은 채소가 들어간다는 점이 다르며, 고명으로 샬롯 튀김, 건포도, 견과류, 삶은 달걀 등을 올린다. 미얀마는 불교 국가지만, 단바웃은 무슬림 주민들에게 인기가 많은 음식이며, 이드 같은 이슬람 명절과 결혼식 등에 흔히 내는 음식이다.

## 이름
버마어 "단바웃(ဒံပေါက်)"의 어원은 "쪄서 익힌 것, 찜"을 뜻하는 고전 페르시아어 "담푸흐트(دم‌پخت)"인데, "담(دم‌)"은 "증기"를 뜻하고, "푸흐트(پخت)"는 "요리된"이라는 뜻이다.

## 같이 보기
- 타민 조
- 하이데라바드 비리아니